# サイバーバード協奏曲
サイバーバード協奏曲は、吉松隆によって1994年に作曲されたアルト・サクソフォーンとオーケストラのための協奏曲である。サクソフォーン奏者である須川展也による委嘱第2作として、1991年の「ファジィバード・ソナタ」に続いて作曲された。1994年3月21日、円光寺雅彦指揮読売日本交響楽団により初演され、その後、読売日響、新日本フィル、日本フィル、新星日響、大阪フィル、名古屋フィル、関西フィル、さらには日本オーケストラ連盟主催「第8回現代日本オーケストラ名曲の調べ（オールジャパン・シンフォニーオーケストラ）」などで再演された。
須川は1996年にデイヴィッド・パリー指揮のフィルハーモニア管弦楽団と（東芝EMI）、1999年には藤岡幸夫指揮のBBCフィルハーモニックと（シャンドス）、2度CDを出している。その後2013年には「吉松隆 還暦コンサート『鳥の響展』」（2013年3月20日開催）の模様を収録した『《鳥の響展》ライブ』（DENON）が発売され、この中にも須川と藤岡幸夫指揮の東京フィルハーモニー交響楽団の演奏で収められている。
またDENONレーベルからは2019年にも「鳥の響展」同様東京フィルハーモニー交響楽団の演奏による盤が発売された。この盤は上野耕平のサクソフォーン、アンドレア・バッティストーニの指揮である。

## 解説
この曲は、アルト・サクソフォーンに加えてピアノとパーカッション奏者1人も独奏的に扱っており、一種の三重協奏曲にもなっている。ピアノは小柳美奈子、パーカッションは山口多嘉子が演奏することを想定して作曲された。タイトルの「サイバーバード」（Cyber-bird）とは、電脳（cyber）空間にいる架空の鳥（bird）のことである。3つの楽章からなり、各楽章には以下のような標題がつけられている。
- 第1楽章：彩の鳥（Bird in Colors）。様々な色彩の断層をすり抜けて飛ぶ、いくぶん錯乱したアレグロ。
- 第2楽章：悲の鳥（Bird in Grief）。悲しみの鳥の独白と、その横で夢を紡ぐように歌う鳥たちのアンダンテ。
- 第3楽章：風の鳥（Bird in the Wind）。風に乗ってひたすら一直線に飛翔するプレスト。

この曲を作曲中に、吉松の妹が癌で死去している。連日徹夜で看病をしながら病室で作曲を進めていた吉松に、「生まれ変わったら鳥になりたい」と言ったという。